# سلیقاول
سلیقاول (به لاتین: Seliqavol) یک منطقه مسکونی در جمهوری آذربایجان است که در شهرستان لنکران و در دهیاری بیله‌سر واقع شده است.